# Chiesa di Sant'Udalrico (Rumo)
La chiesa di Sant'Udalrico è una chiesa cattolica situata a Corte Inferiore, frazione del comune trentino di Rumo; è sussidiaria della parrocchiale della Conversione di San Paolo di Marcena e fa parte dell'arcidiocesi di Trento. La chiesa è decorata da affreschi della famiglia Baschenis.

## Storia

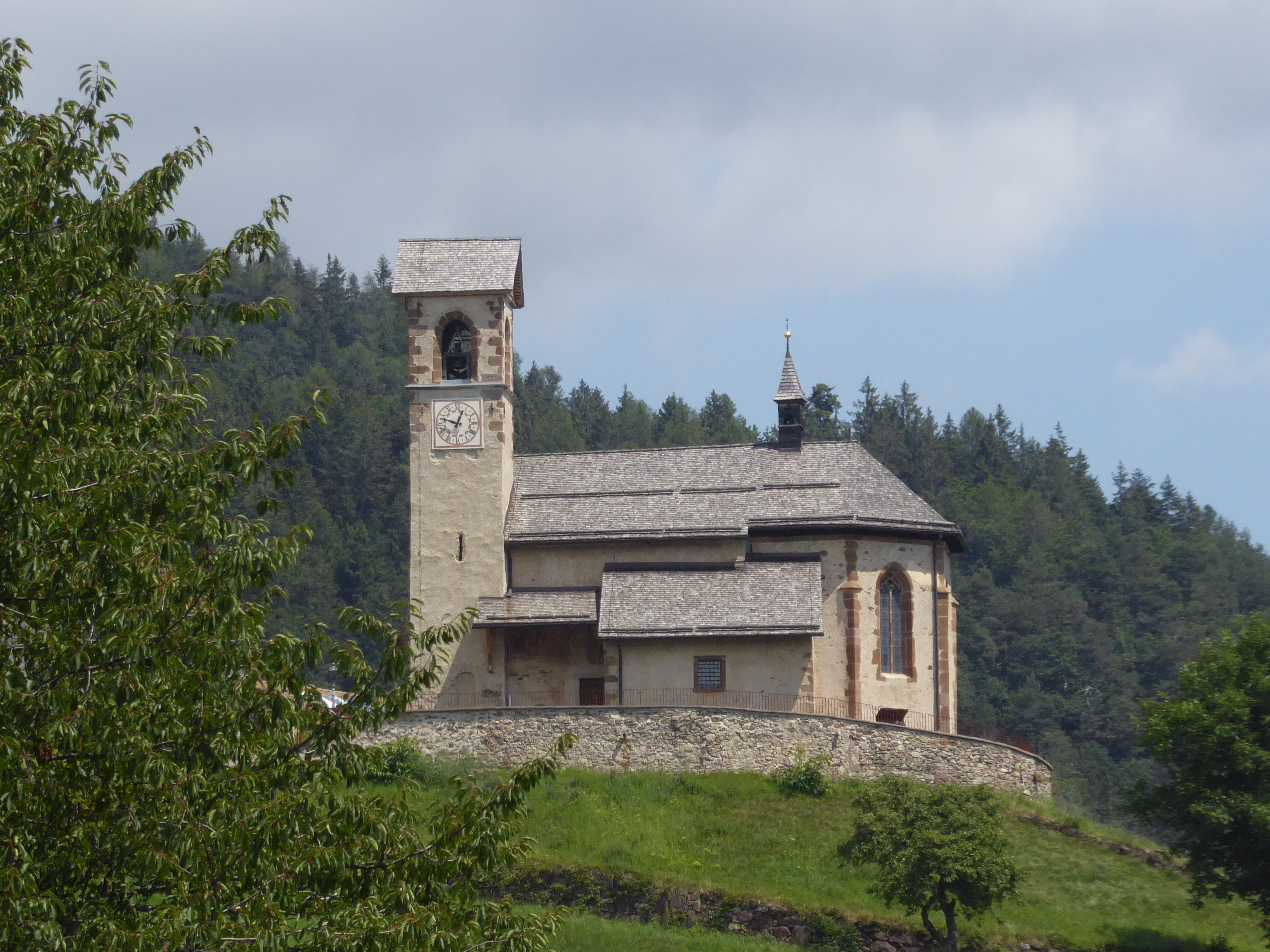
Vista da sud

La prima menzione storica della chiesa risale al 1327, ma secondo alcuni rilievi effettuati in corso di restauro, un primo edificio esisteva già prima del Trecento; a tale struttura risalirebbero la parete sud della navata e almeno parte della facciata; una seconda citazione è attestata in una bolla di indulgenze del 1421.
Nel 1471 la chiesa venne affrescata da Giovanni e Battista Baschenis, che ne decorarono la navata e almeno parte dell'esterno. Nel 1501 venne consacrato il cimitero circostante la chiesa, e sempre a inizio Cinquecento la struttura venne ampliata e sopraelevata (entro il 1512, quando la chiesa venne riconsacrata da Michele Iorba, suffraganeo del vescovo di Trento Bernardo Clesio); direttore dei lavori di ingrandimento fu probabilmente Bernardino de Viscardi, che era in quegli anni già impegnato con la Chiesa della Conversione di San Paolo nel vicino paese di Marcena.
Durante il corso del Seicento venne aggiunta la sagrestia, poi ampliata nel 1763-65, e nel 1759 il campanile venne danneggiato da un fulmine nel 1759. Intorno al 1975 venne effettuato l'adeguamento liturgico, con elementi eterogeni e non stabili, e dal 2012 al 2018 la chiesa è stata sottoposta a un restauro generale, dal costo di 615.000 euro.
Dal punto di vista amministrativo, la comunità di Corte Inferiore (insieme a quella della vicina Mione) era in origine dipendente dalla pieve di Revò; il 14 luglio 1729 venne eretta la primissaria curata di Mione e Corte, con diritto di nominare un sacerdote che sarebbe stato soggetto sia al parroco di Revò, sia al curato di Marcena. Dal 1911, la parrocchia di Marcena divenne indipendente da quella di Revò.

## Descrizione

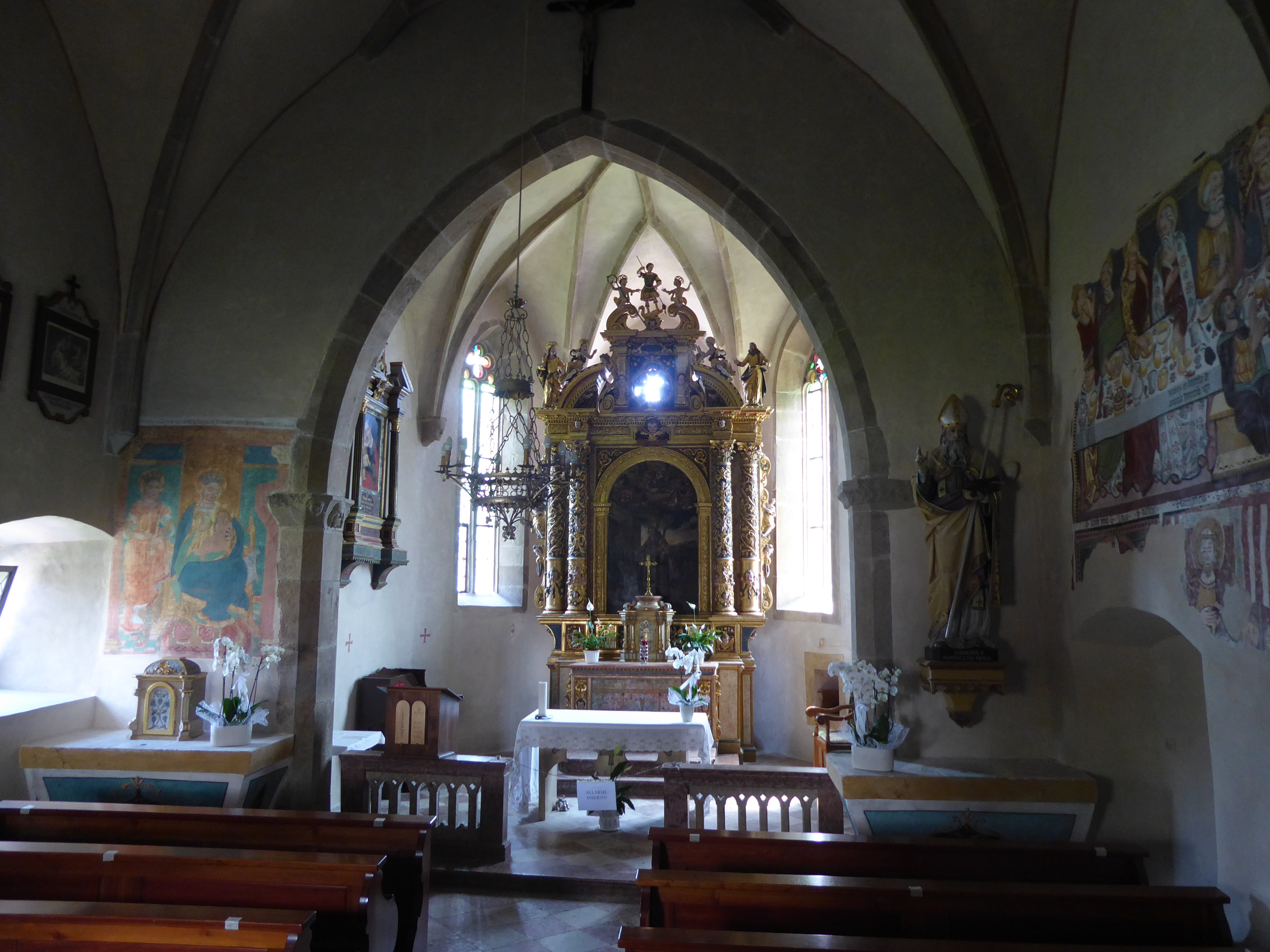
Interno della chiesa

### Esterno
La chiesa è orientata ad est, e si trova all'estremità orientale del paese di Corte Inferiore, circondata dal camposanto; la facciata è a capanna, asimmetrica, aperta da un portale centinato, coperto da una tettoia, e da due finestre: una, rettangolare, a sinistra del portone, e l'altra, una monofora a centina bassa, aperta in alto, in corrispondenza del sottotetto. Sul lato destro si erge il campanile, caratterizzato da conci angolari a vista nella parte alta e da cella campanaria con da monofore archiacute, e terminante con un peculiare tetto a due falde con frontoni triangolari lignei. Sulla fiancata destra della chiesa si apre un ingresso laterale, anch'esso con tettoia, e più indietro sporge la sagrestia, a pianta rettangolare e con tetto a falda unica; la fiancata sinistra è invece aperta da una singola finestrella rettangolare, verso il retro. Un secondo, piccolo campaniletto a base con cuspide piramidale si trova sul colmo del tetto, al di sopra del presbiterio.
Alcuni affreschi, opera dei Baschenis, si trovano sulle pareti esterne: essi raffigurano la Madonna in trono e san Benedetto.

### Interno

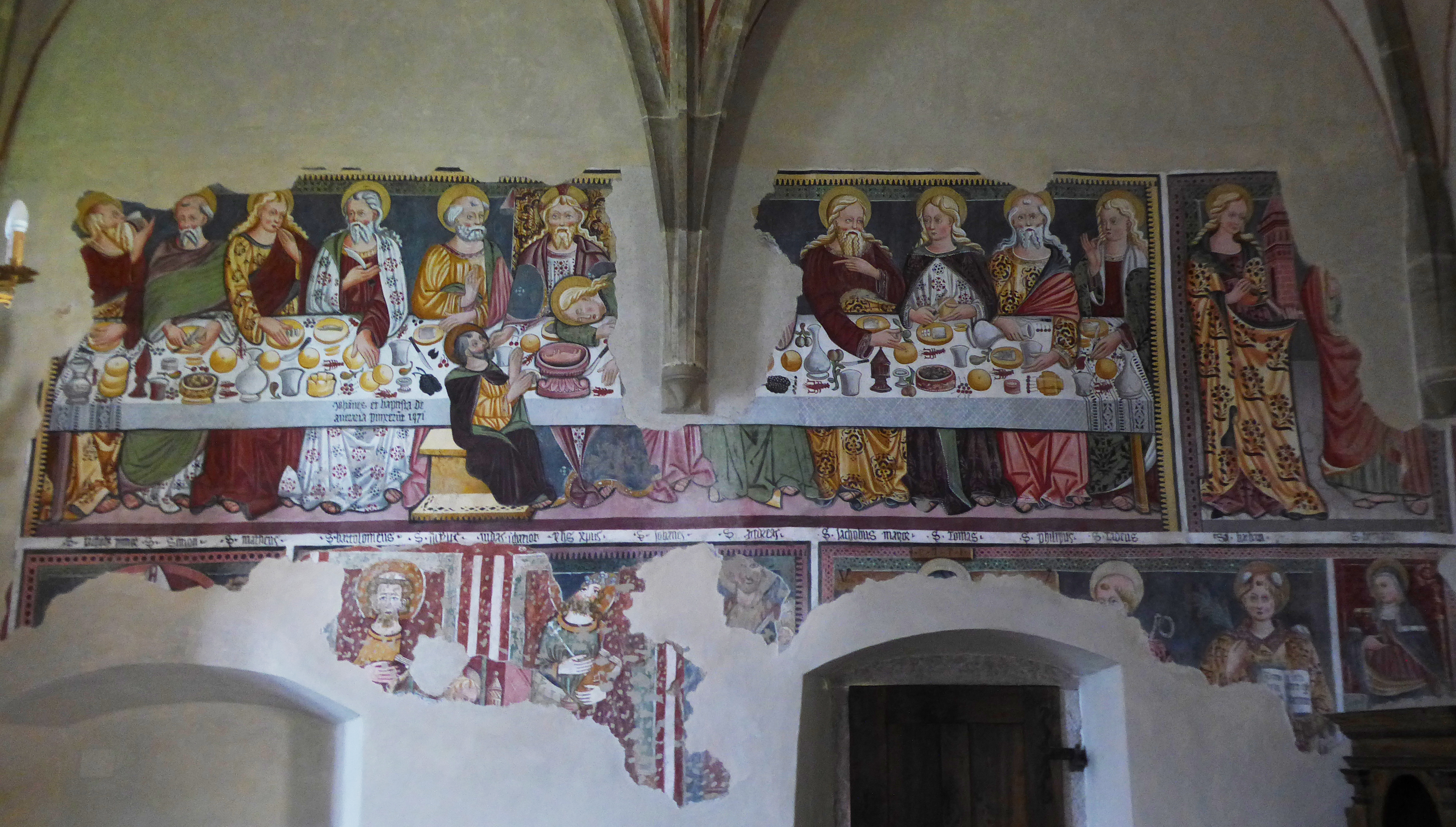
Affreschi della parete destra della navata

L'interno della chiesa è a navata unica, a pianta sostanzialmente quadrata, sormontata da volte reticolate con costoloni in pietra a vista. Il presbiterio, leggermente fuori asse rispetto all'aula, è preceduto da un arco santo ogivale, ed è sopraelevato di un gradino; termina con un'abside poligonale, nella quale si aprono due monofore archiacute e caratterizzata dalla presenza di peducci figurati.
La parete destra della navata è ornata da alcuni affreschi parzialmente danneggiati dalle modifiche apportate alla chiesa nel Cinquecento. I più rilevanti sono quelli della parete destra, realizzati dai fratelli Giovanni e Battista Baschenis nel 1471: essi consistono di una grande Ultima Cena (firmata dai due pittori) e vari santi, tra cui santa Barbara e san Barnaba in alto a destra, e re Davide e santo Stefano nella fascia inferiore.
Di interesse è anche l'altare maggiore, opera in legno policromo realizzata tra il 1688 e il 1694 dall'intagliatore Giacomo Bezzi.